# Wincanton Classic 1990
La Wincanton Classic 1990, seconda edizione della corsa, valida come evento della Coppa del mondo di ciclismo su strada 1990, si svolse il 29 luglio 1990 su un percorso totale di circa 239 km. Fu vinta dall'italiano Gianni Bugno, che scalzò così dalla testa della speciale classifica Moreno Argentin, assente a causa del lento recupero da un infortunio.

## Ordine d'arrivo (Top 10)
| Pos. | Corridore          | Squadra         | Tempo    |
| ---- | ------------------ | --------------- | -------- |
| 1    | Gianni Bugno       | Chateau d'Ax    | 6h00'20" |
| 2    | Sean Kelly         | PDM-Concorde    | a 13"    |
| 3    | Rudy Dhaenens      | PDM-Concorde    | s.t.     |
| 4    | Claudio Chiappucci | Carrera Jeans   | s.t.     |
| 5    | Marc Sergeant      | Panasonic       | s.t.     |
| 6    | Michel Dernies     | Weinmann        | s.t.     |
| 7    | Sammie Moreels     | Lotto-Superclub | s.t.     |
| 8    | Federico Echave    | CLAS-Cajastur   | s.t.     |
| 9    | Dirk De Wolf       | PDM-Concorde    | s.t.     |
| 10   | Marino Lejarreta   | ONCE            | s.t.     |